# Mokane
Mokane és una població dels Estats Units a l'estat de Missouri. Segons el cens del 2000 tenia 188 habitants.

## Demografia
Segons el cens del 2000, Mokane tenia 188 habitants, 77 habitatges, i 48 famílies. La densitat de població era de 242 habitants per km².
Dels 77 habitatges en un 39% hi vivien nens de menys de 18 anys, en un 49,4% hi vivien parelles casades, en un 14,3% dones solteres, i en un 36,4% no eren unitats familiars. En el 29,9% dels habitatges hi vivien persones soles el 13% de les quals corresponia a persones de 65 anys o més que vivien soles. El nombre mitjà de persones vivint en cada habitatge era de 2,44 i el nombre mitjà de persones que vivien en cada família era de 3.
Per edats la població es repartia de la següent manera: un 28,7% tenia menys de 18 anys, un 8% entre 18 i 24, un 31,4% entre 25 i 44, un 18,6% de 45 a 60 i un 13,3% 65 anys o més.
L'edat mediana era de 32 anys. Per cada 100 dones de 18 o més anys hi havia 86,1 homes.
La renda mediana per habitatge era de 55.625 $ i la renda mediana per família de 73.750 $. Els homes tenien una renda mediana de 44.250 $ mentre que les dones 20.750 $. La renda per capita de la població era de 20.175 $. Entorn del 6,5% de les famílies i el 14,1% de la població estaven per davall del llindar de pobresa.

## Poblacions més properes
El següent diagrama mostra les poblacions més properes.